# Ciclismo en los Juegos Europeos de Minsk 2019
El ciclismo en los II Juegos Europeos se realizó en el velódromo del Minsk Arena (ciclismo en pista), y en un circuito urbano para las pruebas de ciclismo en ruta, todos en Minsk (Bielorrusia), del 22 al 30 de junio de 2019.
En total fueron disputadas en este deporte 24 pruebas diferentes, 12 masculinas y 12 femeninas, repartidas en 2 especialidades del ciclismo: 4 pruebas en ruta y 20 en pista.

## Medallistas de ciclismo de ruta

### Masculino
| Evento                     | Oro                                      | Plata                                 | Bronce                                 |
| -------------------------- | ---------------------------------------- | ------------------------------------- | -------------------------------------- |
| Ruta (23 de junio)         | Davide Ballerini · Italia · 4:10:04      | Alo Jakin · Estonia · 4:10:20         | Daniel Auer · Austria · 4:10:20        |
| Contrarreloj (25 de junio) | Vasil Kiryienka · Bielorrusia · 33:03,34 | Nélson Oliveira · Portugal · 33:31,82 | Jan Bárta · República Checa · 33:40,47 |

### Femenino
| Evento                     | Oro                                    | Plata                                   | Bronce                                     |
| -------------------------- | -------------------------------------- | --------------------------------------- | ------------------------------------------ |
| Ruta (22 de junio)         | Lorena Wiebes · Países Bajos · 3:08:13 | Marianne Vos · Países Bajos · 3:08:13   | Tatsiana Sharakova · Bielorrusia · 3:08:13 |
| Contrarreloj (25 de junio) | Marlen Reusser · Suiza · 36:17,41      | Chantal Blaak · Países Bajos · 37:32,44 | Hayley Simmonds · Reino Unido · 37:44,57   |

### Medallero
| Núm. | País            | Oro | Plata | Bronce | Total |
| ---- | --------------- | --- | ----- | ------ | ----- |
| 1    | Países Bajos    | 1   | 2     | 0      | 3     |
| 2    | Bielorrusia     | 1   | 0     | 1      | 2     |
| 3    | Italia          | 1   | 0     | 0      | 1     |
| 3    | Suiza           | 1   | 0     | 0      | 1     |
| 5    | Estonia         | 0   | 1     | 0      | 1     |
| 5    | Portugal        | 0   | 1     | 0      | 1     |
| 7    | Austria         | 0   | 0     | 1      | 1     |
| 7    | Reino Unido     | 0   | 0     | 1      | 1     |
| 7    | República Checa | 0   | 0     | 1      | 1     |
|      | TOTAL           | 4   | 4     | 4      | 12    |

## Medallistas de ciclismo de pista

### Masculino
| Evento                                | Oro | Plata                                                                                                  | Bronce                                                                                          |
| ------------------------------------- | --- | --- | ----------------------------------------------------------------------------------------------- |
| Velocidad individual (29 de junio)    | Jeffrey Hoogland · Países Bajos                                                                          | Harrie Lavreysen · Países Bajos                                                                        | Denis Dmitriyev · Rusia                                                                         |
| Velocidad por equipos (27 de junio)   | Roy van den Berg · Harrie Lavreysen · Jeffrey Hoogland · Nils van 't Hoenderdaal · Países Bajos · 42,385 | Grégory Baugé · Rayan Helal · Quentin Caleyron · Quentin Lafargue · Francia · 43,787                   | Jack Carlin · Jason Kenny · Ryan Owens · Joseph Truman · Reino Unido · 43,020                   |
| Persecución individual (29 de junio)  | Ivan Smirnov · Rusia · 4:14,675                                                                          | Davide Plebani · Italia · 4:18,102                                                                     | Claudio Imhof · Suiza · 4:15,768                                                                |
| Persecución por equipos (28 de junio) | Gleb Syritsa · Nikita Bersenev · Lev Gonov · Ivan Smirnov · Rusia · 3:15,487                             | Francesco Lamon · Carloalberto Giordani · Davide Plebani · Liam Bertazzo · Stefano Moro · Italia · ALC | Théry Schir · Robin Froidevaux · Lukas Rüegg · Claudio Imhof · Nico Selenati · Suiza · 3:54,210 |
| 1 km contrarreloj (29 de junio)       | Tomáš Bábek · República Checa · 1:00,606                                                                 | Francesco Lamon · Italia · 1:01,152                                                                    | Krzysztof Maksel · Polonia · 1:01,351                                                           |
| Scratch (27 de junio)                 | Jristos Volikakis · Grecia                                                                               | Filip Prokopyszyn · Polonia                                                                            | Yauheni Karaliok · Bielorrusia                                                                  |
| Keirin (30 de junio)                  | Harrie Lavreysen · Países Bajos                                                                          | Rayan Helal · Francia                                                                                  | Denis Dmitriyev · Rusia                                                                         |
| Carrera por puntos (28 de junio)      | Jristos Volikakis · Grecia · 45 pts.                                                                     | Jan-Willem van Schip · Países Bajos · 38 pts.                                                          | Dmitri Mujomediarov · Rusia · 25 pts.                                                           |
| Madison (29 de junio)                 | Robin Froidevaux · Tristan Marguet · Suiza · 43                                                          | Jan-Willem van Schip · Yoeri Havik · Países Bajos · 41                                                 | Andreas Graf · Andreas Müller · Austria · 37                                                    |
| Ómnium (30 de junio)                  | Jan-Willem van Schip · Países Bajos · 178                                                                | Théry Schir · Suiza · 144                                                                              | Daniel Staniszewski · Polonia · 126                                                             |

### Femenino
| Evento                                | Oro                                                                                      | Plata                                                                                  | Bronce                                                                                              |
| ------------------------------------- | ---------------------------------------------------------------------------------------- | -------------------------------------------------------------------------------------- | --------------------------------------------------------------------------------------------------- |
| Velocidad individual (30 de junio)    | Anastasiya Voinova · Rusia                                                               | Mathilde Gros · Francia                                                                | Daria Shmeliova · Rusia                                                                             |
| Velocidad por equipos (27 de junio)   | Daria Shmeliova · Anastasiya Voinova · Rusia · 32,317                                    | Simona Krupeckaitė · Miglė Marozaitė · Lituania · 33,225                               | Kyra Lamberink · Shanne Braspennincx · Países Bajos · 33,317                                        |
| Persecución individual (30 de junio)  | Tatsiana Sharakova · Bielorrusia · 3:32,045                                              | Marta Cavalli · Italia · 3:37,489                                                      | Tamara Dronova · Rusia · 3:34,371                                                                   |
| Persecución por equipos (28 de junio) | Elisa Balsamo · Martina Alzini · Marta Cavalli · Letizia Paternoster · Italia · 4:18,695 | Jessica Roberts · Megan Barker · Jennifer Holl · Josie Knight · Reino Unido · 4:21,173 | Katarzyna Pawłowska · Justyna Kaczkowska · Karolina Karasiewicz · Nikol Płosaj · Polonia · 4:25,906 |
| 500 m contrarreloj (30 de junio)      | Daria Shmeliova · Rusia · 33,209                                                         | Olena Starikova · Ucrania · 33,389                                                     | Miriam Vece · Italia · 34,151                                                                       |
| Scratch (28 de junio)                 | Kirsten Wild · Países Bajos                                                              | Martina Fidanza · Italia                                                               | Hanna Tseraj · Bielorrusia                                                                          |
| Keirin (28 de junio)                  | Simona Krupeckaitė · Lituania                                                            | Shanne Braspennincx · Países Bajos                                                     | Daria Shmeliova · Rusia                                                                             |
| Carrera por puntos (27 de junio)      | Hanna Solovei · Ucrania · 30 pts.                                                        | Verena Eberhardt · Austria · 27 pts.                                                   | Jarmila Machačová · República Checa · 25 pts.                                                       |
| Madison (30 de junio)                 | Jessica Roberts · Megan Barker · Reino Unido · 44                                        | Kirsten Wild · Amber van der Hulst · Países Bajos · 40                                 | Diana Klimova · Mariya Novolodskaya · Rusia · 39                                                    |
| Ómnium (29 de junio)                  | Kirsten Wild · Países Bajos · 150                                                        | Yevgueniya Augustinas · Rusia · 123                                                    | Elisa Balsamo · Italia · 120                                                                        |

### Medallero
| Núm. | País            | Oro | Plata | Bronce | Total |
| ---- | --------------- | --- | ----- | ------ | ----- |
| 1    | Países Bajos    | 6   | 5     | 1      | 12    |
| 2    | Rusia           | 5   | 1     | 7      | 13    |
| 3    | Grecia          | 2   | 0     | 0      | 2     |
| 4    | Italia          | 1   | 5     | 2      | 8     |
| 5    | Suiza           | 1   | 1     | 2      | 4     |
| 6    | Reino Unido     | 1   | 1     | 1      | 3     |
| 7    | Lituania        | 1   | 1     | 0      | 2     |
| 7    | Ucrania         | 1   | 1     | 0      | 2     |
| 9    | Bielorrusia     | 1   | 0     | 2      | 3     |
| 10   | República Checa | 1   | 0     | 1      | 2     |
| 11   | Francia         | 0   | 3     | 0      | 3     |
| 12   | Polonia         | 0   | 1     | 3      | 4     |
| 13   | Austria         | 0   | 1     | 1      | 2     |
|      | TOTAL           | 20  | 20    | 20     | 60    |

## Medallero total
| Núm. | País            | Oro | Plata | Bronce | Total |
| ---- | --------------- | --- | ----- | ------ | ----- |
| 1    | Países Bajos    | 7   | 7     | 1      | 15    |
| 2    | Rusia           | 5   | 1     | 7      | 13    |
| 3    | Italia          | 2   | 5     | 2      | 9     |
| 4    | Suiza           | 2   | 1     | 2      | 5     |
| 5    | Bielorrusia     | 2   | 0     | 3      | 5     |
| 6    | Grecia          | 2   | 0     | 0      | 2     |
| 7    | Reino Unido     | 1   | 1     | 2      | 4     |
| 8    | Lituania        | 1   | 1     | 0      | 2     |
| 8    | Ucrania         | 1   | 1     | 0      | 2     |
| 10   | República Checa | 1   | 0     | 2      | 3     |
| 11   | Francia         | 0   | 3     | 0      | 3     |
| 12   | Polonia         | 0   | 1     | 3      | 4     |
| 13   | Austria         | 0   | 1     | 2      | 3     |
| 14   | Estonia         | 0   | 1     | 0      | 1     |
| 14   | Portugal        | 0   | 1     | 0      | 1     |
|      | TOTAL           | 24  | 24    | 24     | 72    |